# Benzotriazol
Benzotriazol (BTA) je heterociklički spoj koji sadrži tri atoma dušika, kemijska formula istog je C6H5N3. Ovaj je aromatski spoj bezbojan te polaran, te se može primjenjivati u razne svrhe.

## Struktura
Benzotriazol predstavljaju 2 stopljena prstena. Njegov peteročlani prsten može opstojati u tautomerima A i B, a kao derivati oba tautomera javljaju se i strukture C i D.
.

## Sinteza
Sinteza BTA uključuje reakciju o-fenilendiamina, natrijevog nitrita i octene kiseline. Konverzija ide preko dijazotizacije jedne od aminskih grupa.

## Primjena
Koristi se kao inhibitor korozije i to prije svega za bakar i njegove slitine, i to ne samo za industrijske primjene, rabi ga se i kod zaštite kulturnih dobara od spomenutih metala.Koristi se i u fotoemulzijama te pri analitičkoj determinaciji bakra, srebra i cinka.

## Utjecaj na okoliš
Benzotriazol je topiv u vodi, te nije lako razgradiv. Stoga ga se kod obrade otpadnih voda uklanja samo djelomice, te dio dospijeva i u rijeke i jezera.

## Pitanje kancerogenosti
Po propisima važećim u Europskoj uniji benzotriazol se deklarira kao tvar štetna za zdravlje.
Ne preporučuje se neposredni kontakt s prahom, otopinama ili njegovim parama.
Činjenica da nema opće prihvaćenih dokaza o njegovoj kancerogenosti ne znači da se radi o bezopasnoj tvari.

## Vanjske poveznice
- Benzortiazole safety data  Arhivirana inačica izvorne stranice od 4. ožujka 2016. (Wayback Machine)